# Mitra pallida
Mitra pallida is een slakkensoort uit de familie van de Mitridae. De wetenschappelijke naam van de soort is voor het eerst geldig gepubliceerd in 1959 door Nowell-Usticke.